# تاروسا
شهر تاروسا (به روسی: Таруса) در کشور روسیه و در اوبلاست کالوگا واقع شده‌است.